# 高山将孝
高山 将孝（たかやま まさたか、1945年10月30日 - ）は、1970年代前半に活躍した日本のプロボクサー。中華民国（現中華人民共和国）上海市出身。日本ライト級王者。右ボクサータイプ。

## 経歴
小学生時代からボクシングを始め、1961年の高校1年時に全日本高校選手権フライ級で優勝。1963年10月に開催された東京オリンピックリハーサル大会でフェザー級に出場し、当時17歳の高校3年生ながら決勝でアマチュア全日本王者を破って優勝したことで注目されることになった。高校卒業後は早稲田大学第二商学部に進学し、同大学ボクシング部に在籍。
1964年、フェザー級日本代表として1964年東京オリンピックに出場、2回戦で試合を優勢に進めたもののバッティングにより左まぶたを切ってレフリーストップで敗退 。その後ライト級に転向し1966年と1967年に2年連続で全日本ボクシング選手権大会優勝。
大学卒業後にピストン堀口道場に入門してプロに転向。
- 1968年3月 - プロデビュー。
- 1970年1月21日 - 日本ライト級王座獲得。以後5度防衛。
- 1971年3月3日 - 日本王座2度目の防衛戦。鈴木石松（後のガッツ石松）と引き分け王座防衛。
- 1973年7月2日 - 日本王座6度目の防衛戦。バズソー山辺に10回判定負けし王座陥落。
- 1974年2月18日 - 山辺とのリターンマッチに9回KO勝ちし王座奪還。以後2度防衛。
- 1974年12月21日 - コスタリカのサンホセでWBA世界ライト級王者ロベルト・デュラン（パナマ）に挑戦するが、開始50秒でダウンを奪われ1回1分55秒でTKO負けを喫した[8]。
- 1975年5月8日 - 日本王座2度目の防衛戦を10回判定で飾り、試合後に引退を発表。

日本屈指のテクニシャンとして高い評価を受けていた。その技巧を買われ、引退後、アニメ「あしたのジョー2」の技術アドバイザーを務めたこともある。

## 獲得タイトル
- 第17代日本ライト級王座（防衛5度）
- 第19代日本ライト級王座（防衛2度）